# Smerekiwka
Smerekiwka (ukrainisch Смереківка; russisch Смерековка Smerekowka, polnisch Wycin oder Wicyń) ist ein Dorf in der westukrainischen Oblast Lwiw mit etwa 270 Einwohnern.
Am 12. Juni 2020 wurde das Dorf ein Teil der neu gegründeten Stadtgemeinde Peremyschljany im Rajon Lwiw, bis dahin gehörte es mit fünf anderen Dörfern es zur Landratsgemeinde Dunajiw im Rajon Peremyschljany.

## Geschichte
Der Ort wurde im Jahre 1389 als villas nostras Wiczyn erstmals urkundlich erwähnt, als er mit dem Dorf Tschemerynzi vom König Władysław II. Jagiełło dem Mikołaj Gołogórski von Gołogor zugeteilt wurde. Später wurde es als Wyaczen (1441), Wyeczin (1469), Wieczen (1490), Vyeczeny (1515), Wicyn (1649), Wicyń (1785–1788), und so weiter, erwähnt. Der ursprüngliche Name Wiaczeń war vom ukrainischen Вяцен (< В'ячеслав, siehe Wenzel (Vorname)) abgeleitet. Die Änderung Wiaczeń > Wieczeń > Wic(z)yń war unter dem Einfluss vom lokalen ukrainischen Dialekt oder von allgemeinen Änderungen im Ukrainischen, aber der Übergang cz (deutsche Aussprache tsch) > c (deutsche Aussprache z) geschah unter dem Eindruck des Masowischen Dialekts (mazurzenie).
Der Ort gehörte zunächst zum Lemberger Land in der Woiwodschaft Ruthenien der Adelsrepublik Polen-Litauen. Seit dem 16. Jahrhundert gehörte er der Adelsfamilie Sienieński und seit 1620 Jakub Sobieski (dem Vater von Johann III. Sobieski). Nach einem Angriff und Verwüstung des Dorfes durch die Tataren wurde es mit Siedlern aus Masowien wiederbesiedelt. Die Polen bildeten bis zum Zweiten Weltkrieg die Mehrheit der Einwohner.
Bei der Ersten Teilung Polens kam das Dorf 1772 zum neuen Königreich Galizien und Lodomerien des habsburgischen Kaiserreichs (ab 1804).
Im Jahre 1900 hatte die Gemeinde Wicyń 207 Häuser mit 1251 Einwohnern, davon alle polnischsprachig, 1138 römisch-katholische, 49 griechisch-katholische, 64 Juden.
Nach dem Ende des Polnisch-Ukrainischen Kriegs 1919 kam die Gemeinde zu Polen. Im Jahre 1921 hatte sie 231 Häuser mit 1263 Einwohnern, davon 1237 römisch-katholischen Polen, 7 griechisch-katholischen Ruthenen, 19 Juden (Nationalität und Religion).
Im Zweiten Weltkrieg gehörte der Ort zuerst zur Sowjetunion und ab 1941 zum Generalgouvernement, ab 1945 wieder zur Sowjetunion, heute zur Ukraine. Im Dorf wurde im Zweiten Weltkrieg eine Selbstverteidigungsgruppe gegen OUN-UPA tätig. In der Nacht zwischen dem 9. und 10. April 1944 wurden 19 polnische Verteidiger getötet. Am 25. April wurde das Dorf von der SS Galizien angegriffen. Über Hälfte der Gebäude wurden verbrannt und 25 Menschen erschossen.

## Sehenswürdigkeiten
- Ehemalige römisch-katholische Kirche im Neobarockstil, heute griechisch-katholisch

Der Palast aus dem frühen 19. Jahrhundert wurde im Zweiten Weltkrieg zerstört.